# Погорелка (Ершовское сельское поселение)
Погорелка — деревня в Шекснинском районе Вологодской области.
Входит в состав сельского поселения Ершовского, с точки зрения административно-территориального деления — в Ершовский сельсовет.
Расстояние по автодороге до районного центра Шексны — 25,6 км, до центра муниципального образования Ершово — 0,6 км. Ближайшие населённые пункты — Ершово, Воркопь, Поддубье, Потанино, Ирма.
По переписи 2002 года население — 16 человек.